# 拉布吕拉特
拉布吕拉特（法語：La Brûlatte，法語發音：[la bʁylat]）是法国马耶讷省的一个市镇，位于该省西部，属于拉瓦勒区。

## 地理
拉布吕拉特（48°5'7"N, 0°57'12"W）面积15.24 平方千米，位于法国卢瓦尔河地区大区马耶讷省，该省份为法国西北部内陆省份，北起芒什省和奧恩省，西接伊勒-维莱讷省，南至曼恩-卢瓦尔省，东临萨尔特省。
与拉布吕拉特接壤的市镇（或旧市镇、城区）包括：布里耶港、勒热内-圣伊勒、拉格拉韦勒、卢瓦龙-吕耶、奥利韦、圣皮埃尔拉库尔。

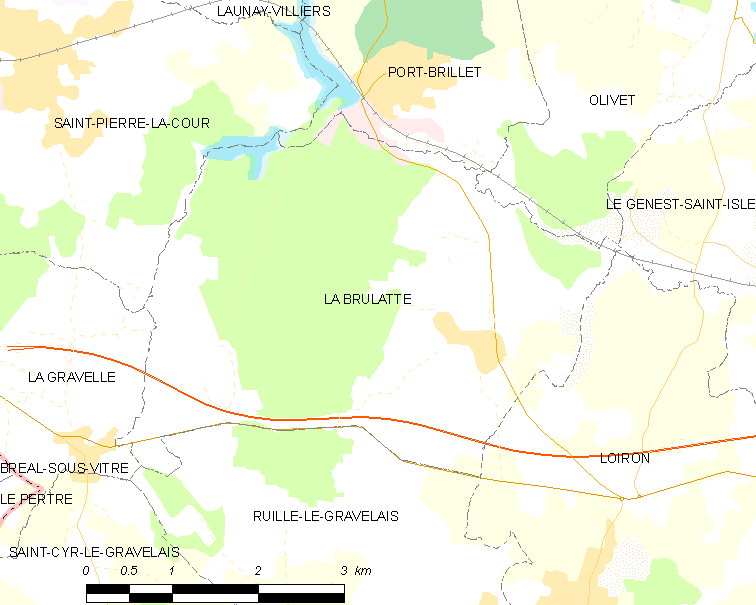
拉布吕拉特的OSM定位图

拉布吕拉特的时区为UTC+01:00、UTC+02:00（夏令时）。

## 行政
拉布吕拉特的邮政编码为53410，INSEE市镇编码为53045。

## 政治
拉布吕拉特所属的省级选区为卢瓦龙-吕耶县。

## 人口

1962-2008年间拉布吕拉特人口变化图示

拉布吕拉特于2022年1月1日时的人口数量为674人。